# Fédération Syntec
Cet article possède un paronyme, voir Cintech.
La fédération Syntec regroupe des syndicats professionnels spécialisés dans les activités de l'ingénierie, du numérique, du conseil, de l’événementiel et de la formation professionnelle.
La fédération Syntec représente les entreprises rattachées à la convention collective nationale des personnels de bureaux d'études techniques, des cabinets d'ingénieurs-conseils et des sociétés de conseils plus communément appelée « convention Syntec ». 
Elle est membre du Medef.

## Histoire
Dès 1912, quelques ingénieurs exerçant leur activité en profession libérale constituent à Paris une Chambre des Ingénieurs-Conseil et Ingénieurs-Experts de France (CICIEF - ancêtre du CICF).
Une convention collective nationale des « bureaux d’études techniques, cabinets d’ingénieurs-conseils et sociétés de conseils » est signée le 15 avril 1969 entre la chambre syndicale et deux syndicats de salariés, la CGC et la CGT-FO. Certaines entreprises adhérentes de Syntec, telle que Technip, qui disposaient déjà d'une autre convention collective, liée à leur origine, ont mis plusieurs décennies à s'affilier à la convention collective.
En 1979 est créée la Chambre syndicale des sociétés d’études et de conseils abrégée en Syntec, nouveau nom de la Chambre syndicale des bureaux d'études techniques de France. Ce changement d'intitulé correspond à l'adhésion de sociétés d'ingénierie et de conseil qui n'utilisent pas le terme de bureaux d'études techniques,. 
De 1981 à 1984, les adhérents de Syntec décident de s'organiser selon une logique de métiers où sont distingués Syntec ingénierie, Syntec conseil et Syntec informatique. Syntec ingénierie correspond aux adhérents initiaux, alors que les deux autres groupements sont liés au développement de l'informatique et du conseil (conseil en stratégie, en management, en organisation…). 
Ces trois familles professionnelles donnent naissance à trois syndicats autonomes fin 1990 qui adhèrent à la Fédération des syndicats des sociétés d’études et de conseils, la fédération Syntec, créée le 1er janvier 1991.

## Lobbying
La Fédération Syntec déclare auprès de la Haute Autorité pour la transparence de la vie publique en 2022 des dépenses de lobbying annuelles d'un montant compris entre 300 000 et 400 000 euros.

## Convention collective
La convention collective Syntec est un accord écrit applicable aux salariés des bureaux d’études techniques, des cabinets d’ingénieurs-conseils et des sociétés de conseils (IDCC 1486).
Elle regroupe des règles spécifiques en matière de droit du travail, encadrant notamment le contrat de travail, la prime de vacances et les congés payés[source secondaire souhaitée]. 
Quatre annexes à la convention collective déterminent les règles de classifications des emplois (Annexe 1 pour les ETAM et Annexe 2 pour les ingénieurs et cadres), les salaires minimaux (Annexe 3) et les règles spécifiques au secteur du Conseil (Annexe 4).
Cette convention collective est complétée par des accords de branche (formation professionnelle, durée du travail, prévoyance, complémentaire santé,...).
Elle s'applique à 1.200.000 salariés et 80 000 entreprises, représentant 7 % de l’économie française[réf. nécessaire].